# Neomorfo
Il Neomorfo è una forma di vita aliena immaginaria creata da Ridley Scott per il film Alien: Covenant, secondo prequel del film Alien del 1979, in cui si illustra la nascita e l'evoluzione degli xenomorfi. Dopo il diacono, il neomorfo è il più antico antenato di questi alieni. 
Il neomorfo è stato concepito per essere simile agli xenomorfi solo fino ad un certo punto, per non essere troppo simile alla forma finale di quest'ultimi. Scott ha dichiarato che il design dei neomorfi si basa parzialmente su quello dello squalo folletto, un lamniforme abissale dalla carnagione cadaverica, con delle mascelle che fuoriescono dalla bocca quando si nutre. Rappresentati attraverso il motion capture, i movimenti frenetici dei neomorfi furono ispirati da quelli delle mantidi e dei babbuini.

## Storia
(David 8)
L'origine dei neomorfi è riconducibile al liquido patogeno Chemical A0-3959X.91–15, creato dagli Ingegneri sulla luna LV-223 del pianeta Calpamos circa duemila anni fa. Il patogeno era stato concepito come un'arma batteriologica di distruzione di massa creata per infettare ogni forma di vita animale per ucciderla istantaneamente o per usarla come incubatrice per una successiva forma ibrida creata dal suo stesso DNA rimescolato dal patogeno. Tuttavia il patogeno riuscì a sfuggire al controllo degli Ingegneri e sterminò quasi tutte le forme di vita di LV-223. 
Nel film Prometheus, l'androide David 8, giunto sulla luna insieme alla scienziata Elizabeth Shaw e al dottor Hollowey, scoprì che il patogeno era stato creato per eliminare la vita sulla Terra, precedentemente creata dagli Ingegneri che si erano poi convinti si fosse trattato di un errore che aveva portato alla nascita della razza umana. Da qui David maturò la convinzione che gli umani appartenessero a una specie morente che annaspava per risorgere colonizzando altri pianeti e iniziò a maturare un profondo disprezzo per loro e per gli Ingegneri che li avevano creati. Dopo la morte di tutto l'equipaggio della Prometheus, David ripartì con la dottoressa Shaw, unica superstite, verso il pianeta natale degli Ingegneri con lo scopo di porgergli delle domande sul perché la razza umana fosse destinata a estinguersi. 
Tuttavia le cose andarono in ben altro modo: in Alien: Covenant, David rivela che, giunti sul pianeta, rilasciò il patogeno sulla metropoli degli Ingegneri per sterminarli, contaminando così l'intero pianeta. Inoltre usò il corpo di Elizabeth Shaw per i suoi esperimenti nel tentativo di creare una forma di vita perfetta. Mentre David proseguiva il suo lavoro, il patogeno spazzò via ogni forma di vita animale dal pianeta, per poi ricadere sotto forma di ovaie su tutta la superficie. Ciò tramutò il pianeta in una trappola mortale, poiché ogni volta che le ovaie venivano calpestate rilasciavano spore che creavano una terribile forma ibrida chiamata neomorfo. David ne testò gli effetti su diversi animali finché, grazie all'incrocio con una natia vespa parassita, creò gli xenomorfi. 
L'arrivo dell'equipaggio della Covenant provocò poi la nascita di due neomorfi che furono i maggiori responsabili del suo sterminio. Tuttavia furono presto uccisi e rimpiazzati dalla forma più evoluta dello xenomorfo.

## Descrizione
(David 8)
Il neomorfo è una creatura molto simile ai suoi discendenti xenomorfi, ma possiede diverse differenze sia nell'aspetto sia nel comportamento e soprattutto nel sistema riproduttivo. A differenza degli xenomorfi, che sfruttano i facehugger contenuti nelle loro uova per infettare altri ospiti, i neomorfi non posseggono capacità riproduttive autonome, ma necessitano dell'emissione di spore da parte delle ovaie, originatesi dalla ricaduta del patogeno Chemical A0-3959X.91–15 sul pianeta Óuranos.
Queste ovaie, una volta calpestate, rilasciano spore infettive che penetrano all'interno dell'ospite da qualsiasi cavità a disposizione (orecchie, naso, bocca, ecc.) senza che questi se ne accorga; dopodiché, obbligano l'organismo a produrre l'embrione di neomorfo. Il processo è decisamente doloroso per l'ospite, in quanto le spore devastano gli organi interni provocando emorragie e danni cerebrali. Una volta pronto il neomorfo, anziché nascere dallo stomaco come gli xenomorfi, può nascere da varie parti del corpo, come dalla schiena (backboner) o dalla bocca (neckboner), uccidendo in entrambi i casi l'ospite. Una volta nata, a differenza dei cuccioli di xenomorfo, la creatura è già in grado di attaccare e cibarsi senza problemi.
L'aspetto fisico è molto simile a quello degli xenomorfi, ma presenta alcune differenze: hanno la pelle di color bianco perlaceo, sono privi completamente di occhi, che negli xenomorfi sono appena accennati, e la loro bocca, che appare molto meno umana in quanto tonda e priva di guance, è invisibile quando è chiusa. Inoltre, sono privi di ogni esoscheletro o tubi dorsali.
I loro corpi sono vagamente simili a quelli delle mantidi e hanno una testa leggermente più piccola e ricurva degli xenomorfi e gli arti molto più sottili. Non viene mai spiegato se siano capaci di vedere o meno, ma sembra che usino principalmente udito e olfatto per orientarsi. Le loro zampe, a differenza di quelle degli xenomorfi che sono in grado di attaccarsi ovunque, sono leggermente meno prensili e più adatte alla corsa che all'arrampicata; infatti, nelle pianure i neomorfi si dimostrano incredibilmente veloci, ancora più dei loro discendenti.
I neomorfi posseggono un comportamento simile a quello di alcuni lamniformi abissali come lo squalo folletto: sono infatti predatori solitari, privi di una qualsiasi classe sociale: mentre gli xenomorfi sono divisi in caste capitanate da una regina, i neomorfi sono creature prevalentemente solitarie e cacciano insieme solo in casi estremi; questa differenza è probabilmente dovuta alla mancanza di una parentela tra le creature, in quanto ciascuna di esse si origina da spore diverse, mentre gli xenomorfi hanno tutti origine dalle uova della regina. I neomorfi presentano una caratteristica particolare: a differenza degli xenomorfi, che sono totalmente ostili nei confronti di altre specie e uccidono a vista anche se non affamati, con i neomorfi è possibile comunicare pacificamente se sono già sazi; in questi casi gli alieni tendono infatti a non attaccare finché l'interlocutore non si mostra apertamente ostile. Ciò è testimoniato dalla comunicazione fra l'androide David 8 e un neomorfo in una scena del film Alien: Covenant. Questo rende in un certo senso i neomorfi più "umani" dei loro discendenti xenomorfi. 
La locomozione dei neomorfi ricorda vagamente quella dei babbuini, anche se molto più agile e scattante grazie allo scheletro cavo e leggero. Posseggono un cervello meno evoluto rispetto a quello degli xenomorfi e pertanto preferiscono attaccare direttamente anziché organizzare un'imboscata; questa caratteristica è probabilmente dovuta al fatto che i neomorfi non necessitano di catturare prede vive per usarle come incubatrici e riprodursi. La loro tecnica di caccia preferita è avvicinarsi lentamente ed attaccare, in maniera molto simile alla tecnica di ghepardi e leoni. Possono anche avvicinarsi lentamente alla preda e attaccarla all'ultimo se non vogliono essere sentiti. Ciò permette loro di sgozzare la preda ancora prima che possa avvertirne altre nelle vicinanze o che i suoi lamenti attirino altri neomorfi.

## Apparizioni
I neomorfi appaiono solo in Alien: Covenant, il prequel di Alien, in cui sono i maggiori antagonisti.

## Curiosità
In una scena mai registrata di Alien: Covenant, l'ultimo neomorfo si sarebbe dovuto scontrare con il primo xenomorfo in una battaglia senza esclusione di colpi. Ciò aveva come scopo il porre lo xenomorfo all'apice della catena alimentare, in quanto la lotta si sarebbe dovuta concludere con la vittoria di quest'ultimo e la morte del neomorfo, che quindi era destinato all'estinzione per via della comparsa del suo discendente più evoluto. Tuttavia, per motivi di budget, la scena non fu mai girata.